# Godhra
Godhra és una ciutat i municipi de Gujarat, capital del districte de Panchmahals. El nom deriva de ghod ('vaca') i dhara que voldria dir en sànscrit 'terra' i en hindi 'riuada'. La ciutat inclou diversos temples, incloent-ne alguns de jainistes. Segons el cens del 2001 tenia una població de 161.925 habitants.